# Hàm số đại số
Trong toán học, hàm số đại số hay hàm đại số là một hàm số có thể được định nghĩa là nghiệm của phương trình đa thức. Các hàm đại số thường là các biểu thức đại số sử dụng một số lượng các số hạng hữu hạn, chỉ liên quan đến các phép toán đại số cộng, trừ, nhân, chia và lũy thừa. Ví dụ về các hàm đó là:
- {\displaystyle f(x)=1/x}
- {\displaystyle f(x)={\sqrt {x}}}
- {\displaystyle f(x)={\frac {\sqrt {1+x^{3}}}{x^{3/7}-{\sqrt {7}}x^{1/3}}}}

Tuy nhiên, một số hàm đại số không thể được biểu thị bằng các biểu thức hữu hạn như vậy (đây là định lý Abel-Ruffini). Đây là trường hợp, ví dụ, đối với nghiệm Bring, là hàm được định nghĩa ngầm định bằng phương trình
{\displaystyle f(x)^{5}+f(x)+x=0}.
Nói một cách chính xác hơn, một hàm đại số bậc n của một biến x là hàm {\displaystyle y=f(x),} mà là liên tục trong tập xác định và thỏa mãn một phương trình đại số
{\displaystyle a_{n}(x)y^{n}+a_{n-1}(x)y^{n-1}+\cdots +a_{0}(x)=0}
trong đó các hệ số ai(x) là các đa thức của x, với các hệ số nguyên. Nó có thể được chỉ ra rằng cùng một tập hợp các hàm có được nếu các số đại số được cho phép làm các hệ số  ai(x). Nếu các số siêu việt xuất hiện trong các hệ số hàm, nói chung thì hàm đó không còn là hàm đại số nữa, nhưng là hàm đại số trên trường do các hệ số trên tạo ra.
Giá trị của hàm đại số tại một giá trị biến là số hữu tỷ, và nói chung, khi biến là một số đại số thì luôn luôn là một số đại số. Đôi khi, hệ số {\displaystyle a_{i}(x)} đó là đa thức trên một vành R được xem xét và sau đó người ta nói về chúng như là "các hàm đại số trên R ".

## Sách tham khảo
- Ahlfors, Lars (1979). Complex Analysis. McGraw Hill.
- van der Waerden, B.L. (1931). Modern Algebra, Volume II. Springer.